# Andi József
Andi József (Pusztahencse, 1924. március 27. – Budapest, 1958. március 6.) magyar katonatiszt az 1956-os forradalom idején, a forradalom utáni megtorlás mártírja.

## Élete
1946-tól a Fővárosi Elektromos Műveknél dolgozott, mint laboráns. 1950-ben önként bevonult katonának, a tiszti vizsga után hadnagyi rangot kapott. A honvédelmi minisztériumban lett párttitkár, majd a mátyásföldi repülőegységhez helyezték, ahol a titkos irodában dolgozott. 1955-ben főhadnaggyá léptették elő. 1956. október 23-án jelentkezett a Nemzetőrségbe, ezen minőségében a Csepel-szigeti ellenállásban vett részt. A forradalom leverése után, 1957-ben elbocsátották a Honvédségtől, emiatt kénytelen volt kőművesként elhelyezkedni, de új szakmájában hosszú ideig nem dolgozhatott, mivel május 24-én letartóztatták, majd halálra ítélték és három társával golyó által kivégezték.